# ایمان کیانی
ایمان کیانی (زاده ۱۱ دی ۱۳۶۸ در اصفهان) بازیکن فوتبال ایرانی است.
وی سابقه عضویت در تیم‌های سپاهان نوین، سپاهان اصفهان، گیتی‌پسند، فولاد یزد، برق جدید فارس و شهرداری ماهشهر را در کارنامه دارد.

## افتخارات
- لیگ برتر
- قهرمانی در لیگ برتر فوتبال ایران ۹۱-۹۰ به همراه تیم سپاهان اصفهان